# Royaucourt-et-Chailvet
Royaucourt-et-Chailvet település Franciaországban, Aisne megyében. Lakosainak száma 228 fő (2022. január 1.). Royaucourt-et-Chailvet Bourguignon-sous-Montbavin, Chaillevois, Chavignon, Montbavin, Urcel és Vaucelles-et-Beffecourt községekkel határos.

## Népesség
A település népessége az elmúlt években az alábbi módon változott:
| Lakosok száma | 157  | 163  | 201  | 190  | 215  | 235  | 252  | 254  | 245  | 228  |
|               | 1968 | 1982 | 1990 | 2006 | 2013 | 2015 | 2017 | 2019 | 2020 | 2022 |